# Reformed Presbyterian Church of Scotland

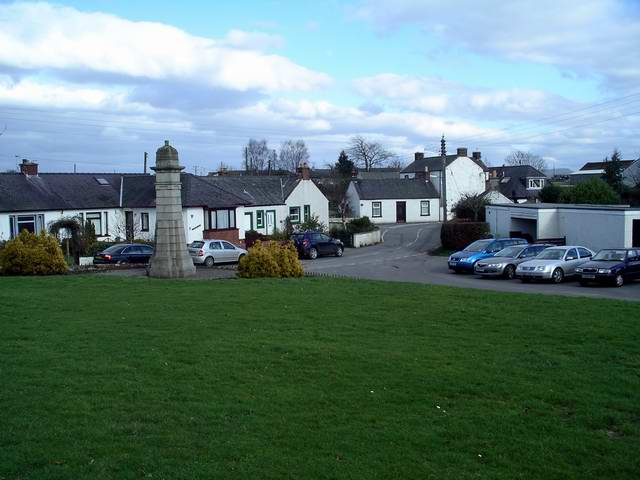
Een kerkgebouw van de Reformed Presbyterian Church
(rechts van het midden)

De Reformed Presbyterian Church of Scotland is een bevindelijk gereformeerd kerkgenootschap in Schotland. Het kerkverband heeft enkele honderden leden en is ontstaan in 1690 als afscheiding van de Church of Scotland.

## Geschiedenis
In 1733 werden de broers Erskine geschorst van hun ambtelijke werkzaamheden. De Erskines scheidden zich vervolgens met nog enkele geestverwante predikanten af van de Schotse Kerk en vormden de Associate Presbytery, die in 1743 het ontstaan van de Reformed Presbyterian Church ten gevolge had. Deze afscheiding wordt de First Secession genoemd. 
In 1876 stapte een groot deel van de leden van het kerkgenootschap over naar de in 1843 ontstane Free Church of Scotland. Slechts een zeer klein deel bleef achter. Er zijn anno 2011 gemeenten in Airdrie, Stranraer, Glasgow, Stornoway en Edinburgh. In dat jaar kreeg de kerk een toestroom van nieuwe leden die de Free Church verlieten omdat deze organisatie besloot het gebruik van muziekinstrumenten in de erediensten toe te staan. Ook drie predikanten verlieten de Free Church.

## Eredienst
De plaatselijke gemeenten tellen zo'n 50 tot 100 kerkgangers, er worden enkel psalmen gezongen, geen gezangen. Ook wordt er tijdens de kerkdienst geen gebruik gemaakt van orgels of andere muzikale ondersteuning. Men gebruikt als Bijbelvertaling de King James Version. De vrouw in het ambt wordt afgewezen. Vrouwen en meisjes dragen een hoofddeksel tijdens de erediensten.
Er zijn hechte banden met de Reformed Presbyterian Church of Ireland, die in 1811 in Ulster door Schotse emigranten werd gesticht als dochterkerk.